# Christopher A. Sims
Pour les articles homonymes, voir Sims.
Christopher A. Sims, né le 21 octobre 1942 à Washington, est un économiste américain, spécialisé en économétrie et macroéconomie. Il est professeur à l’université de Princeton, où il occupe la chaire Harold B. Helms. En octobre 2011, il obtient avec Thomas Sargent le Prix de la Banque de Suède.

## Biographie
Christopher A. Sims a obtenu un doctorat en économie à l'université Harvard en 1968. Il a ensuite enseigné à Harvard, à l'université du Minnesota, à l'université Yale et, depuis 1999, à l'université de Princeton. Il est membre de l'Académie des sciences américaine depuis 1989. En 1995, il a été président de la société d'économétrie. En 2011, il a été élu président de l'American Economic Association. En octobre 2011, il obtient avec Thomas Sargent le prix de la Banque de Suède en sciences économiques en mémoire d'Alfred Nobel.

## Travaux
Christopher Sims publie de nombreux articles importants en économétrie et en théorie macroéconomique.
Ses travaux en économétrie portent essentiellement sur l'étude des séries temporelles, où il introduit le vecteur autoregressif. Il joue un rôle important dans le développement de la méthode des moments généralisée (GMM), notamment en dirigeant la thèse de Lars Peter Hansen.

## Publications
- (en) Christopher Sims, « Macroeconomics and Reality », Econometrica, vol. 48, no 1,‎ janvier 1980 (lire en ligne)